# Liste der Bodendenkmäler in Heimbuchenthal
Auf dieser Seite sind die Bodendenkmäler in der unterfränkischen Gemeinde Heimbuchenthal zusammengestellt. Diese Tabelle ist eine Teilliste der Liste der Bodendenkmäler in Bayern. Grundlage ist die Bayerische Denkmalliste, die auf Basis des Bayerischen Denkmalschutzgesetzes vom 1. Oktober 1973 erstmals erstellt wurde und seither durch das Bayerische Landesamt für Denkmalpflege geführt wird. Die folgenden Angaben ersetzen nicht die rechtsverbindliche Auskunft der Denkmalschutzbehörde.

## Bodendenkmäler in Heimbuchenthal
| Lage                      | Objekt | Akten-Nr.     | Bild           |
| ------------------------- | --- | ------------- | -------------- |
| Hauptstraße 27 (Standort) | Archäologische Befunde im Bereich der frühneuzeitlichen katholischen Kirche St. Martin von Heimbuchenthal.                       | D-6-6121-0089 | weitere Bilder |
| (Standort)                | Archäologische Befunde im Bereich der frühneuzeitlichen katholischen Kapelle Mariä Heimsuchung in Heimathen.                     | D-6-6121-0091 |                |
| (Standort)                | Untertägige Bauteile des befestigten frühneuzeitlichen Hofgutes Höllengut mit mittelalterlicher Burg Mole als Vorgängerbebauung. | D-6-6121-0094 | weitere Bilder |
| (Standort)                | Bestattungsplatz mit Grabhügeln vorgeschichtlicher Zeitstellung.                                                                 | D-6-6121-0121 |                |
| (Standort)                | Bestattungsplatz mit Grabhügeln vorgeschichtlicher Zeitstellung.                                                                 | D-6-6121-0122 |                |
| (Standort)                | Bestattungsplatz mit Grabhügeln vorgeschichtlicher Zeitstellung.                                                                 | D-6-6121-0123 |                |
| (Standort)                | Bestattungsplatz mit Grabhügeln vorgeschichtlicher Zeitstellung.                                                                 | D-6-6121-0124 |                |